# Поппе, Николай Николаевич
Николай (Николас) Николаевич Поппе (англ. Nicholas N. Poppe; 27 июля [8 августа] 1897, Яньтай, Империя Цин — 8 июня 1991, Сиэтл, Вашингтон, США) — советский и американский лингвист, этнограф, специалист по алтайским языкам, монголоведению и тюркологии. Член-корреспондент АН СССР (1932).

## Биография
Родился 27 июля [8 августа] 1897 года в Чифу (Яньтае), Империя Цин. Его отец — Николай Поппе — находился в Китае в качестве консульского работника Российской дипломатической службы.
В 1921 году окончил монгольское отделение факультета общественных наук Петроградского университета; преподавателями были А. Д. Руднев, В. Л. Котвич, А. Н. Самойлович, С. Е. Малов, А. В. Бурдуков, а также главный наставник Поппе — Б. Я. Владимирцов. Уже в студенческие годы преподавал в Институте живых восточных языков; работал лаборантом в Институте географии, где под руководством Л. Я. Штернберга получал подготовку.
После окончания университета стал преподавать в нём же, при этом совмещал преподавание в двух вузах и работу в Азиатском музее (позднее преобразован в Институт востоковедения АН СССР). До 1941 года этот институт вместе с университетом были основным местом работы Поппе. В 1928 году получил звание профессора; в 1932 году был избран членом-корреспондентом АН СССР. После смерти Б. Я. Владимирцова в 1931 году возглавил монгольский кабинет института. В 1930-х годах был признанным главой советской монголистики. В период с 1924 по 1941 год опубликовал 157 научных работ, включая 27 книг.
С 1926 по 1932 год, семь лет подряд выезжал в монголистические экспедиции: три раза (в 1926, 1927 и 1929 годах) в Монгольскую Народную Республику и четыре раза (в 1928 и 1930—1932 годах) в районы, где были распространены бурятские диалекты; в некоторых экспедициях помимо Поппе участвовали также В. А. Казакевич, Г. Д. Санжеев и Т. А. Бертагаев.
В 1937 году Поппе проверялся органами НКВД на предмет связей с чувашскими буржуазными националистами.
Участник советско-финской войны (1939—1940).
Жил в Улан-Удэ. В 1941 году вошёл в учёный совет ГИЯЛИ.
В 1942 году Поппе находился на оккупированной территории в Карачаевске (тогда Микоян-Шахар) и добровольно пошёл на сотрудничество с немецкими оккупантами, а в 1943 году вместе с семьей выехал в Германию, где работал в информационных учреждениях Третьего рейха. После войны он провёл несколько лет в подполье, скрываясь от советских властей.
В 1949 году смог получить американскую визу, после чего переселился в Сиэтл, штат Вашингтон. Был профессором в Вашингтонском университете; читал большое количество курсов, создал школу монголоведов и алтаистов. В 1968 году вышел в отставку; продолжал заниматься научной деятельностью вплоть до конца жизни. В период с 1957 по 1977 год издал 18 книг и более 100 статей, не считая рецензий; по содержанию в основном были продолжением прежних исследований.
В 1968 году он был удостоен звания почётного доктора Боннского университета. Он был избран иностранным членом Финской академии наук в 1968 году и повторно в 1977 году.
С 1978 года был членом-корреспондентом Британской академии.
Умер 8 июня 1991 года в Сиэтле, США.

## Научная деятельность
Поппе бегло говорил по-монгольски и хорошо знал монгольскую устную литературу. Его исследования сосредоточены на изучении алтайской языковой семьи, особенно халха-монгольского и бурятского языков, а также фольклора этих и родственных языков. Он написал пособия и письменной и разговорной грамматики халха-монгольских и бурятских, якутских диалектов.
До экспедиций Н. Н. Поппе существовало лишь одно описание бурятского диалекта — хоринского, выполненное в полевых условиях А. Д. Рудневым. Н. Н. Поппе удалось подготовить три детальных описания других диалектов — аларского, агинского и баргузинского. На основе всего этого он издал фундаментальную обобщающую бурятскую грамматику.
Во время одной из экспедиций в Монголию ему удалось найти информанта по почти не известному в то время дагурскому языку (до Н. Н. Поппе даже не было ясно, является ли он монгольским или тунгусо-маньчжурским), в результате было издано первое монографическое описание этого языка в монголистике. Был получен и материал по трём столь же неизученным тунгусо-маньчжурским языкам и диалектам, изданы описания солонского языка и баргузинского диалекта эвенкийского языка.
Он исследовал монгольскую часть четырёхъязычного арабско-персидско-тюркско-монгольского словаря Мукаддимат ал-Адаб, составленного в Средней Азии в XIV веке. Рукопись словаря обнаружил в библиотеке бухарского эмира выдающийся узбекский учёный и писатель Фитрат. Как показал Н. Н. Поппе, «языковой материал словаря Мукаддимат ал-Адаб является весьма типичным образчиком обиходной речи XIII—XIV вв.»; среди современных языков он ближе всего к языку афганских моголов. Словарь, впервые введенный Н. Н. Поппе в научный оборот, является самым обширным источником сведений о языке среднеазиатских монголов XIII—XIV веков.
В 1930-е годы Н. Н. Поппе подготовил два фундаментальных описания фонологии и грамматики средневековых письменных монгольских языков: старописьменного монгольского языка и языка памятников так называемой квадратной письменности.
Его публикации в области монгольской устной литературы включают одиннадцать томов монгольского эпоса, коллекции монгольских поговорок, песен и сказок, и монгольских версий работ на санскрите.
После 1949 года Поппе писал в основном на немецком и английском языках, в дополнение к своему родному русскому языку. Независимо от языка, который он использовал, его письмо было замечательным по своей простоте и ясности. В результате его работы легкодоступны для понимания и неспециалистами.
Поппе был исключительно плодовитым учёным. Библиография его публикаций с 1924 по 1987 год включает в себя 284 книги и статьи по грамматике и сравнительному изучению алтайских языков, монгольским и тунгусо-маньчжурским языкам и фольклору, написал также 205 рецензий. Между 1949 и 1968 годами — период, в течение которых он преподавал от 16 до 17 часов в неделю в университете штата Вашингтон, и только за три месяца лета (периода непрерывных исследований) он написал 217 работ, в том числе более 40 книг.
Академик В. М. Алпатов отмечает: В опубликованных на склоне лет в США воспоминаниях Поппе резко критикует советский строй и оправдывает свой переход на сторону Гитлера. <…> Видный тюрколог и монголист Д. Синор, знавший Поппе уже в США, говорил о нём: «Это человек, который никогда не умел сказать „нет“». Поппе не был ни коммунистом, ни антикоммунистом, ни фашистом, ни антифашистом. Ему хотелось заниматься своей монголистикой, а за возможность это делать он был готов платить любую цену. Потеряв в человеческой репутации, он работал в науке семь десятилетий и стал крупнейшим монголистом XX в..

## Основные работы

### Книги
- О родственных отношениях чувашского и тюркско-татарских языков. Архивная копия от 13 августа 2024 на Wayback Machine  Чебоксары, (1925);
- Чуваши и их соседи. - Чебоксары : О-во изучения местного края, 1927. - 31 с. - Библиогр. в подстроч. примеч.
- Учебная грамматика якутского языка. М., (1926);
- Аларский говор. Ч. I—II. Л., 1930—1931;
- Дагурское наречие. Л., 1930;
- Материалы по солонскому языку. Л., 1931;
- Практический учебник монгольского разговорного языка. Л., 1931;
- Заметки о говоре агинских бурят. Л., 1932;
- Бурят-монгольское языкознание. Л., (1933);
- Лингвистические проблемы Восточной Сибири. М., Иркутск, 1933;
- Язык и колхозная поэзия бурят-монголов Селенгинского аймака. Л., 1934;
- Летопись баргузинских бурят: Тексты и исследования. М.; Л., 1935 (совм. с А. И. Востриковым);
- Летописи селенгинских бурят. М.; Л., 1936;
- Грамматика письменно-монгольского языка М.; Л., 1937;
- Грамматика бурят-монгольского языка. М.; Л., 1938;
- Монгольский словарь Мукаддимат ал-Адаб. Т. I—II. М.; Л., 1938;
- Летописи хоринских бурят. М.; Л., 1940;
- История монгольской письменности. 1: Квадратная письменность. М.; Л., (1941);
- Халха-монгольская грамматика с библиографией, образцами языка и словарем (Khalkha-Mongolische Grammatik mit Bibliographie, Sparchproben und Glossar, Wiesbaden, 1951);
- Grammar of Written Mongolian. Wiesbaden, 1954;
- Введение в сравнительное изучение монгольских языков (Introduction to Mongolian Comparative Studies, Helsinki, 1955);
- Mongolische Volksdichtung: Sprache, Lieder, Märchen und Heldensagen. Wiesbaden, 1955;
- The Mongolian monuments in ḥPˊags-pa script. Wiesbaden, 1957;
- Buriat grammar. Bloomington, 1960;
- Vergleichende Grammatik der Altaischen Sprachen. T. 1. Wiesbaden, 1960;
- Tatar Manual: Descriptive grammar and texts with a Tatar-English glossary. Bloomington, 1963;
- Mongolistic. Leiden; Koln, 1964;
- Bashkir manual. Descriptive grammar and texts with a Bashkir-English glossary. Bloomington, 1964;
- Сравнительная грамматика алтайских языков (Vergleichende Grammatik der Altaischen Sprachen, 1965);
- Введение в алтайскую лингвистику (Introduction to Altaic Linguistics, Wiesbaden, 1965);
- Mongolica. Farnborough, 1972;
- Tsongol Folklore. Wiesbaden, 1978;
- Reminiscences. Bellingham, 1983;
- Поппе Никорасу. Кайсо: року (Воспоминания). То: кё: о, 1990 (на яп. языке).

### Статьи
- Чувашский язык и его отношение к монгольскому и турецкому языкам Архивировано 16 марта 2012 года. // Известия Российской академии наук. Серия VI. Л. т. XVIII, 1924, июнь — декабрь №№ 12-18, 2-я часть, с.289-314.[11]; т. XIX, 1925, январь — март №№ 1-5, с.23-42;  т. XIX, 1925, 15 мая — 15 июня №№ 9-11, с.405-426.
- Oeserica. Untersuchung der sprachlichen Eigentümlichkeiten der mongolischen Version der Gesserkhan // Asia Major. 1926. 3;
- Материалы для исследования тунгусского языка. Наречие баргузинских тунгусов // Материалы по яфетическому языкознанию. Т. XIII. Л., 1927;
- Skizze der Phonetik des Bargu-Burjatischen // Asia Major. 1931. 7;
- Строй халха-монгольского языка // Строй языков. Вып. 3. Л., 1936;
- Урало-алтайская теория в свете алтайского языкознания // ИАН СЛЯ. 1940, № 3.
- Die Sprache der mongolischen Quadratschrift und das Yuan-ch’ao pi-shi // Asia Major. N.F. 1944. 1;
- Altaic // Current trends in linguistics. V. 1: Soviet and East European linguistics. The Hague, 1963;
- The Mongolian People’s Republics // Current trends in linguistics. V. 2. East Asian linguistics. The Hague, 1967.